# مارتن كلارك (مؤرخ)
مارتن كلارك (بالإنجليزية: Martin Clark)‏ هو مؤرخ بريطاني، ولد في 1939، وتوفي في 5 أغسطس 2017.